# Svjetionik Pharos (Fleetwood)
Svjetionik Pharos (poznat i kao Gornji svjetionik) je 28 metara visoki svjetionik od pješčenjaka smješten u Fleetwoodu, u Lancashireu, Engleska. Svjetionik su 1839. godine dizajnirali Decimus Burton i kapetan Henry Mangles Denham. Burtona je tri godine prije toga naručio Sir Peter Hesketh Fleetwood kao arhitekt novog grada Fleetwooda. Izgradnja je završena 1840. Neobično za funkcionirajući britanski svjetionik, nalazi se usred stambene ulice (Pharos Street). Iako službeno nazvan 'Gornji svjetionik', od svoje je izgradnje poznat kao 'Pharos', po proslavljenom drevnom svjetioniku Pharos iz Aleksandrije.
Svjetionik je dizajniran i izrađen u kombinaciji sa znatno nižim (10 m) Donjim svjetionikom (poznat i kao Svjetionik na plaži) koji se nalazi na morskoj obali Fleetwood. Svjetionici su dizajnirani da se koriste kao par za vođenje plovidbe kroz opasne pješčane obale estuarija rijeke Wyre. Svjetlost Pharosa treba držati neposredno iznad svjetlosti Donjeg radi sigurnog prolaska kanalom. Oba su svjetionika prvi put zasvijetlila 1. prosinca 1840. Svaki je opskrbljen gradskim plinom, s jednim paraboličnim reflektorom postavljenim iza plamenika; kasnije su pretvoreni u električnu energiju. Svjetlo je otprilike 32 m iznad razine mora,  što daje domet od oko 22 km.
Dugi niz godina svjetionik je bio oslikavan upečatljivom krem i crvenom bojom, ali krajem 1970-ih izvorni je pješčenjak ponovno izložen. Krajnja petlja fleetwoodakog tramvaja u Blackpoolu prolazi pored podnožja svjetionika. Svjetionikom upravlja luka Fleetwood. Interijer je zatvoren za širu javnost.

## Vanjske poveznice
|  | Zajednički poslužitelj ima još gradiva o temi Svjetionik Pharos (Fleetwood) |